# Геровский, Рангел
Рангел Геровский (болг. Рангел Иванов Геровски; 15 января 1959, Карлово, Пловдивская область — 26 апреля 2004, София) — болгарский борец греко-римского стиля, чемпион и призёр чемпионатов Европы, призёр чемпионатов мира, серебряный призёр летних Олимпийских игр 1988 года в Сеуле, участник двух Олимпиад.

## Карьера
Выступал в супертяжёлой весовой категории (до 130 кг). Чемпион (1981), серебряный (1985, 1990) и бронзовый (1987) призёр чемпионатов Европы. Бронзовый призёр чемпионатов мира 1985, 1987, 1990 и 1991 годов.
На летних Олимпийских играх 1988 года в Сеуле Геровский победил канадца Дэна Пэйна, итальянца Фабио Валгуарнеру, поляка Романа Вроцлавского, египтянина Хассана эль-Хаддада, японца Казуя Дегучи, и стал победителем своей подгруппы. В финале болгарин проиграл советскому борцу Александру Карелину и стал серебряным призёром Олимпиады.
На следующих Олимпийских играх в Барселоне Геровский проиграл американцу Мэтту Гаффари, венгру Ласло Клаузу и выбыл из борьбы за награды, заняв итоговое 11-е место.

## Смерть
Погиб в 2004 году в Софии в результате несчастного случая. В сентябре 2019 года в парке стадиона в его родном городе Карлово, почётным гражданином которого он является, был открыт барельеф Рангела Геровского. Барельеф был установлен по инициативе руководства фонда Рангела Геровского.